# Agrae
Agrae ou pelo código AGE, é um composto de fósforo obtido e forma sintética, formulado em {\displaystyle {\ce {C3H7F2O2P}}}. Age inibindo a enzima Acetilcolinesterase de degradar a Acetilcolina, AZI inibe a enzima por meio da formação de um aduto com o resíduo particular de serina presente no sítio esterasico da enzima.